# Volo Aria Air 1525
Il volo Aria Air 1525 era un volo passeggeri di linea nazionale da Teheran a Mashhad, in Iran. Il 24 luglio 2009, un Ilyushin Il-62M operante sulla rotta uscì di pista durante l'atterraggio all'aeroporto di destinazione. Dei 173 a bordo, 16 persero la vita e 19 rimasero feriti. In 157 sopravvissero.

## L'aereo
Il velivolo coinvolto era un Ilyushin IL-62M, marche UP-I6208. Entrò in servizio con Interflug il 1º giugno 1989 registrato come DDR-SEY. Il 3 ottobre 1990 venne registrato nuovamente come D-AOAM e prestò servizio per Interflug fino al luglio 1991, quando fu venduto ad Aeroflot e registrato nuovamente come CCCP-86578. Nel gennaio 1993, a causa della divisione degli asset sovietici di Aeroflot, divenne parte della flotta di Uzbekistan Airways e nel marzo 1993 fu registrato UK-86578. Nell'ottobre 2007, fu noleggiato a DETA Air, ri-registrato UN-86509 e poi a luglio 2008 UP-I6208. Venne infine noleggiato ad Aria Air nel marzo 2009.

## L'incidente
Il disastro avvenne alle 18:10 IDT (13:40 UTC). L'aereo uscì di pista ad alta velocità e si schiantò al di fuori del perimetro dell'aeroporto, rimanendo appoggiato sulla sua coda con il muso totalmente distrutto. Non si sviluppò alcun incendio. Sedici persone persero la vita; tra le vittime c'erano tredici membri dell'equipaggio e tre passeggeri, incluso l'amministratore delegato della compagnia Mehdi Dadpay. In 137 sopravvissero. L'area della cabina di pilotaggio venne distrutta dall'impatto con il muro perimetrale dell'aeroporto. 19 persone rimasero ferite.
Le condizioni meteo erano buone al momento dell'incidente, con il METAR in vigore riportante "METAR OIMM 241300Z 08014KT CAVOK 34/M03 Q1012 A2989". Si traduce come "METAR per l'aeroporto internazionale di Mashhad, rilasciato il 24 del mese alle 13:00 UTC, vento a 14 nodi (26 km/h), direzione del vento 080°; base delle nubi e visibilità OK; temperatura 34 °C; punto di rugiada -3 °C; regolaggio altimetrico 1012 millibar o 29,89 pollici di mercurio".
Il velivolo atterrò "lungo" e superò la fine della pista, sulla quale soffiava un vento trasversale, colpendo un muro situato oltre un chilometro più avanti, che distrusse la sua sezione anteriore.

## Le indagini
Secondo le indagini della Iranian Civil Aviation Organisation, la velocità di avvicinamento lungo il sentiero di discesa era di 175 nodi (324 km/h), circa 25 nodi (46 km/h) in più rispetto a quella raccomandata. I piloti avrebbero potuto intraprendere azioni correttive, ma i sistemi di inversione di spinta e gli spoiler non vennero utilizzati correttamente per ridurre la velocità.
A seguito dell'incidente, il certificato di operatore aereo di Aria Air venne sospeso.